# Słup graniczny w Biskupicach Radłowskich
Słup graniczny w Biskupicach Radłowskich – gotycki słup graniczny z 1450 przy ul. Bohaterów Września w Biskupicach Radłowskich, w małopolskiej gminie Radłów. Najstarszy zachowany tego typu obiekt w Polsce.
Słup ustawiono przy średniowiecznym trakcie wiodącym z Radłowa do Opatowa; na granicy będących wtedy częścią dóbr biskupów krakowskich Biskupic Radłowskich i wsi rycerskiej Zabawa. Słup ufundował kardynał Zbigniew Oleśnicki, zwierzchnik diecezji krakowskiej, by położyć kres sąsiedzkim zatargom. Jego budowa przypieczętowała podpisanie aktu prawnego ustalającego przebieg granicy między dobrami biskupimi a posiadłościami wsi Zabawy i Zdrochca.
Obiekt wpisano do rejestru zabytków ruchomych 11 listopada 1970 pod nr B-173/70.

## Opis
Słup w formie czworobocznego graniastosłupa ze ściętymi narożnikami wykonano z wapienia pińczowskiego. Nakrywa go kamienny daszek z kulą na szczycie. W górnej jego części, w niszach na szerszych ścianach widnieją płaskorzeźby. Na przedniej ścianie wyrzeźbiono wizerunek Chrystusa na krzyżu. Pod krucyfiksem na trzech sąsiednich ścianach wygrawerowano minuskułą gotycką tekst w języku łacińskim:
Hoc signum verum clerum distinguit et hern 
1450 may 4
Nieco niżej wyryto prawdopodobnie imię Hencze, pod nim znajdują się napisy z XVII wieku: 
Felix Zilinski AD 1623
Christoferus Zielinski AD 1675
Obok nich na węższej ściance, po prawej stronie widnieje jeszcze napis:
AD 1637 Ioannes Klizinski
U dołu znajduje się napis w języku polskim. Wynika z niego, że w czerwcu 1898 roku słup odnowiono z funduszu Crona oraz kosztem jego konserwatorów i państwa Małgorzaty i Józefa Schinzlów.

Na bocznych ścianach wyrzeźbiono wizerunki Matki Bożej i św. Jana Ewangelisty, natomiast na tylnej ścianie herb jego fundatora – Dębno pod kapeluszem kardynalskim. Pod herbem, również na trzech sąsiednich ścianach, wykuto napis:
Dextrum do clero sinistrum largior hern

### Tłumaczenie napisów
W przekładzie na język polski napisy brzmią:
Ten znak posiadłości duchowne rozdziela i pańskie. 1450 rok 4 maj. 
Na prawo daję duchowieństwu, na lewo przyznaję panom.
W innej wersji:
Ten znak prawdziwy kler oddziela od panów. 4 maja 1450.
Co na prawo przypada klerowi, co na lewo dziedzicom.